# 东亚竞技大会
東亞競技大会（日语：東亜競技大会），又稱大東亞共榮圈運動會。是1940年代由日本主导的东亚地区性运动会，有接替因中日戰爭爆發而停辦的遠東運動會的意思。在该系列运动会举办前后，日本亦兴办了其他类似的运动会。

## 历届东亚运动会及其他类似的运动会
其中的參與國均為大日本帝國時期扶持成立的傀儡政權
| 日文名稱              | 中文译名            | 舉辦時間               | 舉辦地 | 舉辦國 | 参赛国家或地区                                         | 注释                                                 |
| 日満大連交歓競技大会  | 日满大连交欢运动会  | 1939年8月              | 大连   | 滿洲國 | 日本、滿洲國                                           | -                                                    |
| 日満華交歓競技大会    | 日满华交欢运动会    | 1939年8月31日至9月3日  | 新京   | 滿洲國 | 日本、滿洲國、中华民国(北京臨時政府)                   | 比賽項目有籃球、排球、陸上競技、足球、橄欖球。       |
| 東亜競技大会·東京大会 | 东亚运动会·东京大会 | 1940年6月5日至6月9日   | 东京   | 日本   | 日本、滿洲國、中華民国(汪精卫政权)、比律賓、布哇、蒙疆 | 紀元二六〇〇年記念式典（慶祝神武天皇即位兩千六百年） |
| 東亜競技大会·関西大会 | 东亚运动会·关西大会 | 1940年6月13日至6月16日 | 兵库县 | 日本   | 日本、滿洲國、中華民国(汪精卫政权)、比律賓、布哇、蒙疆 | 紀元二六〇〇年記念式典（慶祝神武天皇即位兩千六百年） |
| 東亜競技大会          | 东亚运动会          | 1942年8月              | 新京   | 滿洲國 | 日本、中華民国、滿洲國、蒙疆、朝鮮                     | 満州国建国十周年慶祝                                 |